# Municipio de Hazle
El municipio de Hazle  (en inglés: Hazle Township) es un municipio ubicado en el condado de Luzerne en el estado estadounidense de Pensilvania. En el año 2000 tenía una población de 9000 habitantes y una densidad poblacional de 77.3 personas por km².

## Geografía
El municipio de Hazle se encuentra ubicado en las coordenadas 40°57′30″N 75°54′59″O / 40.95833, -75.91639.

## Demografía
Según la Oficina del Censo en 2000 los ingresos medios por hogar en la localidad eran de 34 352 $ y los ingresos medios por familia eran 44 028 $. Los hombres tenían unos ingresos medios de 32 993 $ frente a los 22 926 $ para las mujeres. La renta per cápita para la localidad era de 18 139 $. Alrededor del 11,5 % de la población estaba por debajo del umbral de pobreza.

## Educación
El Distrito Escolar del Área de Hazleton gestiona las escuelas públicas que sirven al municipio. El municipio tiene la sede del distrito y cuatro escuelas:
- Escuela Secundaria del Área de Hazleton
- Escuela Primaria / Intermedia Maple Manor
- Centro de Carreras del Área de Hazleton
- Hazle Township Early Learning Center